# ケイ (アーサー王伝説)
ケイ卿（Sir Kay, Ceiとも）は、アーサー王伝説等に登場する伝説の人物で、円卓の騎士の一人。エクトル卿の子でアーサー王の義理の兄（乳兄弟）にあたる。他にカイ、カイウス、カ、クーとも。

## ウェールズ伝承におけるケイ
『マビノギオン』ではベディヴィアと共に超人ばりな特技を披露し（九日九晩水の中にいても息が続く、九日九晩寝ずに働ける、人に傷を負わせればその傷は絶対に治らない、背を自在に動かせる、体から熱を放射しており雨に濡れない）、「キルッフとオルウェン」では、巨人ウルナッハのもとに単身乗り込み、機知でもってウルナッハを討ち取った。最後はグウヴィザグに殺されるが、アーサー王が仇を討つ。
ウェールズのトライアドでは、トリスタン、フエイル・マブ・コー (英語版)と並んで「ブリテン島の戦いの三博士」の一人としてカイを挙げている。 馬の三頭立て」では、彼の馬はGwyneu gwddf hir（長い首のGwyneu）と名付けられている。

## アーサー王物語におけるケイ
ケイとベディヴィアは共にジェフリー・オブ・モンマスのヒストリア・レギュム・ブリタニアに登場し、アーサーがモン・サン・ミッシェルの巨人を討伐する際にサポートしている ジェフリーはケイをアンジューの伯爵とし、アーサーの執政官とする。ロマンス文学ではケイの恋愛はほとんど扱われないが、ジラール・ダミアンのEscanor(英語版)は例外である。
トーマス・マロリーのアーサー王の死においては、アーサー王の義兄にして忠臣として描かれている。この物語においてケイ卿はアーサーの乳兄弟として育ち、万聖節の日（11月1日）に騎士となる。ある日の馬上槍試合においてケイ卿は剣を折ってしまい、代わりの剣を弟であるアーサーに取りに行かせる。アーサーは家に戻り剣を探すが見つからなかったため、代わりに大聖堂前の石に刺さっていた剣（カリバーン）を抜いて持ってくる。この出来事がきっかけでアーサーは自身がユーサー・ペンドラゴンの息子であるということを証明し、新王の資格を有することを知る。アーサー王が即位した後、ケイ卿は司厨長に任命される。その後、アーサー王にベディヴィアと伴われてモン・サン・ミッシェルの巨人を討伐するなどの活躍を見せる。ケイ卿の最期には諸説あり、ローマ軍との戦いで戦死したりするものがあるが、カムランの戦いで果てたのが通説となっている。
後世の文献では、ケイ卿の性格には道化的で愉快な性格がみられるようになる。たとえば、ハルトマン・フォン・アウエの『イーヴェイン』では、ケイはケノンに話を求め、ケノンが自分の体験した泉での不思議な出来事を語る。その話を聞いたケイは「そんな話はウソだろう。」と嫌味を言うが、そのあまりの口の悪さに王妃グィネヴィアはケイを叱責する。

## 現代文学におけるケイ
イギリスの作家テレンス・ハンベリー・ホワイトによる『永遠の王』や『王様の剣』にもケイ卿は登場する。特に後者では主人公ワートとの差を強調させるために無責任で少し間抜けな大男として描かれている。
日本のテレビアニメ『燃えろアーサー 白馬の王子』においては子供の頃から無鉄砲なアーサーのサポート役として登場。アーサー王伝説のケイとは違い生真面目で優しいお兄さんという性格を有している。

## 関連書籍
- 渡邉浩司「ケイ」、『神の文化史事典』白水社、2013年、pp.218-219.